# Aladyr Corrêa
Aladyr Corrêa é uma ex-saltadora em distância e saltadora em altura do Brasil.
Recordista brasileira do salto em altura, ela foi atleta do Clube de Regatas do Flamengo nas décadas de 1950 e 1960, e em 2000 ganhou uma homenagem desta agremiação com uma placa na Calçada da Fama do Flamengo.
Em 1987, ela foi agraciada com Diploma Mérito Maior do Atletismo do Estado do Rio de Janeiro, por sua carreira desportista.
Atualmente atua como juiz em competições de atletismo no Brasil e em eventos mutidesportivos.